# Sémiologie de la musique
 (mai 2016).
La sémiologie de la musique (ou sémiotique musicale) est l'étude des significations et du sens de la musique.
La sémiologie musicale a fait l'objet d'une théorisation importante dans le domaine musicologique francophone, à la suite des travaux de Jean-Jacques Nattiez, contribuant ainsi à renforcer l'idée, exprimée par Nicolas Ruwet dès 1959, que « la musique est langage ».

## Musique et langage
La réflexion sur les rapports entre musique et langage est l'une des constantes de la réflexion sur la musique :
- Eduard Hanslick (1854) : « En musique, il y a du sens et de la logique, mais ils sont musicaux ; la musique est un langage que nous parlons et que nous comprenons, mais que nous ne pouvons pas traduire »[4].
- Anton Webern (1933) : « Quelqu'un veut communiquer en sons quelque chose qui ne pourrait pas se dire autrement. La musique est dans ce sens un langage »[5].
- Henrich Schenker (1935) : « La musique n'est jamais comparable aux mathématiques ou à l'architecture, plutôt et plus probablement seulement au langage, particulièrement à un langage musical [Ton-Sprache] »[6].
- Theodor W. Adorno (1956) : « La musique est semblable au langage. [...] Mais la musique n'est pas le langage. [...] La musique est semblable au langage en tant que succession temporelle de sons articulés qui sont plus que seulement des sons. Ils disent quelque chose, souvent quelque chose d'humain. [Etc.] »[7].
- Deryck Cooke (1959) : « La tâche devant nous est de découvrir exactement comment la musique fonctionne comme un langage. »[8]
- Roland Barthes (1964) : « La sémiologie a [...] pour objet tout système de signes, quelle qu'en soit la substance, quelles qu'en soient les limites : les images, les gestes, les sons mélodiques, les objets et les complexes de ces substances [...] constituent, sinon des « langages », du moins des systèmes de signification »[9].
- Claude Levy-Strauss (1971) :  « la musique, c'est le langage moins le sens »[10].
- Émile Benveniste (1974) : « Si la musique est considérée comme une « langue », [...] c’est une langue qui a une syntaxe, mais pas de sémiotique »[11].

Une caractéristique du langage, c'est qu'il est « articulé ». Selon la description d'André Martinet, 
« La première articulation du langage est celle selon laquelle tout fait d'expérience à transmettre, tout besoin qu'on désire faire connaître à autrui s'analysent en une suite d'unités douées chacune d'une forme vocale et d'un sens. [...] La première articulation est la façon dont s'ordonne l'expérience commune à tous les membres d'une communauté linguistique déterminée. [...] Chacune de ces unités de première articulation présente [...] un sens et une forme vocale (ou phonique). Elle ne saurait être analysée en unités successives plus petites douées de sens. [...] Mais la forme vocale est, elle, analysable en une succession d'unités [...]. C'est ce qu'on désignera comme la deuxième articulation du langage. [...] On aperçoit ce que représente d'économie cette seconde articulation : si nous devions faire correspondre à chaque unité significative minima une production vocale spécifique et inanalysable, il nous faudrait en distinguer des milliers, ce qui serait incompatible avec les latitudes articulatoires et la sensibilité auditive de l'être humain. Grâce à la seconde articulation, les langues peuvent se contenter de quelques dizaines de productions phoniques distinctes que l'on combine pour obtenir la forme vocale des unités de première articulation. » 
Jean-Jacques Nattiez considère que la musique n'est pas articulée de la même manière. Pour lui, les notes, unités de seconde articulation, ne s'associent pas pour former des unités significatives : « la musique ne relie pas les significations dénotées ou connotées selon la logique propre au langage verbal ou à la littérature ». Pour Nicolas Meeùs, cependant, en musique « la question de la double articulation ne doit pas nécessairement se poser en termes de signification ». Il explique que la notion linguistique de « signification » pourrait être remplacée en musique par celle de « pertinence analytique » et que l'un des critères qui font qu'un groupe de notes a cette pertinence, c'est qu'il est répété, ce qui peut en faire un « motif ».

## Sémiotique générale
Dans son Cours de linguistique générale, Ferdinand de Saussure imagine « une science qui étudie la vie des signes au sein de la vie sociale ; [...] nous la nommerons sémiologie (du grec sêmeîon, «signe»). [...] La linguistique n'est qu'une partie de cette science générale ». C'est le point de départ de ce qu'on appelle la sémiologie (ou sémiotique) générale, dont la sémiologie musicale est l'une des branches.
Umberto Eco a noté que « la musicologie contemporaine, jusqu'à il y a quelques années, n'a été qu'à peine influencée par les études structuralistes en cours, qui s'occupent de méthodes et de thèmes qu'elle avait absorbés il y a des siècles ». Et Jean-Jacques Nattiez ajoute que la sémiologie musicale « est née et s'est développée au contact de disciplines non spécifiquement musicologiques ».
Roland Barthes a pourtant mis en doute la possibilité d'une sémiotique générale : « Il n'est pas du tout sûr qu'il existe dans la vie sociale de notre temps des systèmes de signes d'une certaine ampleur, autres que le langage humain ». Selon Nattiez, « Barthes n'hésite pas à considérer a priori tous les systèmes de signes comme des langages, alors que chez Mounin ce travail comparatif est [...] préparatoire à une évaluation de l'importance réelle du modèle linguistique fondamental. Mais dans les deux cas le but est sémiotique ; les objets étudiés par Barthes sont les langages constitués de signes à deux faces, ceux de Mounin sont des signaux produits dans l'intention de communiquer ».
Pour François Rastier, « une sémiotique générale ne peut être que fédérative ; elle définit le champ où la linguistique, l’iconologie, la musicologie et les autres sciences sémiotiques procèdent à leurs échanges pluridisciplinaires ».

### Sémiologie et communication
Eric Buyssens a écrit que « La sémiologie peut se définir comme l'étude des procédés de communication ». Selon Oswald Ducrot, « Une des innovations de la linguistique de Saussure est de déclarer essentiel à la langue son rôle d'instrument de communication » ; il ajoute que c'est aussi l'opinion de ceux qu'on appelle les fonctionnalistes. Pour Winfried Nöth, « la recherche explicitement sémiotique [...] étudie les processus de signification et de communication ». Mais Jean-Jacques Nattiez objecte que « La communication n'est qu'un cas particulier des divers modes d'échange, une des conséquences possibles des processus de symbolisation ».
Certains ouvrages remettent tôt en cause le rapport entre sémiotique et communication, par exemple Tomas Maldonado, « Communication & Semiotics » (1959), ou Ferruccio Rossi-Landi Significato, communicazione e parlare commune (1961), cités par Sémir Badir . Et Benveniste écrit : « Le locuteur doit se dégager de cette représentation de la langue parlée comme extériorisation et comme communication ».

### Tripartition sémiologique
Jean Molino, se référant à Gilson et à Valéry, écrit dans l'article fondateur de la tripartition sémiologique :
« Au sein de cette famille [...] des signes, il convient de découper des ensembles fonctionnels : les conduites ou processus symboliques qui nécessitent, sinon une communication au sens strict du mot, tout au moins un réseau d'échanges entre individus. [...]
« C'est d'abord une production, et pas seulement une émission, comme on a coutume de le dire en utilisant le modèle trompeur de la communication ; la musique se lie ainsi étroitement à la technique [...] : les arts du beau sont des arts poiétiques [...].
« L'objet musical est reçu par l'auditeur, par le participant à la cérémonie ou au concert, sans oublier le producteur lui-même. [...] Il convient donc de distinguer une dimension poiétique et une dimension esthésique du phénomène symbolique [...]. Mais le phénomène symbolique est aussi objet, matière soumise à une forme. À ces trois modalités d'existence correspondront trois dimensions de l'analyse symbolique, l'analyse poiétique, l'analyse esthésique et l'analyse « neutre » de l'objet ».
Dans Musicologie générale et sémiologie, Jean-Jacques Nattiez ajoute : 
« À ces trois objets (que Molino dénomme respectivement niveau poïetique, niveau esthésique et niveau neutre) correspondent trois familles d'analyses qui tentent de cerner la spécificité du symbolique : l'analyse poïétique, l'analyse esthésique, l'analyse des configurations immanentes de l'œuvre (de la trace), c'est-à-dire l'analyse du niveau neutre ».
« C'est cette existence de la musique comme forme symbolique que notre sémiologie de la musique se propose de démontrer ».

## Les deux sémioses
Roman Jakobson écrit :
« Nicolas Ruwet [...] déclare que la syntaxe musicale est une syntaxe d'équivalences : les diverses unités sont dans des relations mutuelles d'équivalence multiforme. Cette affirmation suggère une réponse spontanée à la question complexe de la semiosis musicale : plutôt que de viser quelque objet extrinsèque, la musique se présente comme un langage qui se signifie soi-même. [...] C'est précisément cette combinaison qui devient apparente dans la semiosis musicale. La semiosis introversive, le message qui se signifie lui-même, est indissolublement lié à la fonction esthétique des systèmes de signes et domine non seulement la musique, également la poésie glossolalique ainsi que la peinture et la sculpture non figurative [...]. Mais ailleurs, en poésie et dans la plus grande partie de l'art visuel figuratif, la semiosis introversive, qui joue toujours un rôle cardinal, coexiste et « co-agit » avec une semiosis extroversive, alors que le composant référentiel est soit absent soit très réduit dans les messages musicaux, même dans ce qu'on appelle la musique à programme ».
Jean-Jacques Nattiez résume cette description : :« Roman Jakobson voit dans la musique un système sémiotique dans lequel la « sémiose introversive » – c’est-à-dire la référence de chaque élément sonore aux autres événements à venir – prédomine sur la « sémiose extroversive » – le lien référentiel avec le monde extérieur ».
Kofi Agawu souligne que les deux sémioses peuvent se trouver dans une même œuvre. Il prend pour exemple de sémiose extroversive les « topiques », références conventionnelles supposées connues dans la musique classique du 18e siècle. Quant à la sémiose introversive, les références internes à l’œuvre, elles sont accessibles par l’analyse musicale. Agawu conclut : « Le but d'une analyse sémiotique est donc de produire un compte-rendu d'une pièce où les domaines de l'expression (sémiose extroversive) sont intégrés avec ceux de la structure (sémiose introversive) ».

### Sémiose extroversive
Eero Tarasti a fondé en 1984 à Paris le Projet International sur la Signification Musicale (International  Project on Music Signification, IPMS) qui a tenu depuis et jusqu'en 2022 quinze Congrès Internationaux sur la Signification Musicale (ICMS). La perspective est essentiellement référentielle : la signification musicale constitue une forme de narrativité, elle concerne ce que la musique narre. François-Bernard Mâche précise : « La narrativité en musique implique qu'au lieu de partir de notions statiques telles que forme, symétrie ou dissymétrie, propostions, hierarchies des notes, on se préoccupe d'abord de processus dynamiques soit abstraits, comme la répartition de l'énergie, soit métaphoriques, comme les scénarios et les intrigues ».

### Sémiose introversive
Arnold Schoenberg écrivait en 1912 qu'« [i]l y a relativement peu de gens capables de comprendre de manière purement musicale ce que la musique veut dire. L'idée selon laquelle un morceau de musique doit susciter des représentations de quelque nature que ce soit et que si celles-ci ne sont pas présentes, c'est que le morceau n'a pas été compris ou qu'il ne vaut rien, est aussi répandue que seuls le faux et le banal peuvent l’être ». Et plus loin : « Il y a quelques années, j’ai été profondément honteux lorsque j’ai découvert, pour certains Lieder de Schubert que je connaissais bien, que je n’avais absolument aucune idée de ce qui se passait dans le poème qui en était au fondement. […] Il m’est apparu que, sans connaître le poème, j’avais saisi le contenu, le contenu véritable, probablement plus profondément que si j’étais resté attaché à la surface des pensées verbales particulières ». Ce qu'il veut dire, c'est que le contenu véritable de la musique n'est pas ce qu'on pourrait exprimer en langage verbal, mais doit être compris « de manière purement musicale », sans passer par des représentations mondaines.